# Contea di Tana River
La contea di Tana River è una della 47 contee del Kenya, situata nell'ex provincia Costiera.